# Lacków
Lacków (lit. Leckava) – miasteczko na Litwie, położone w okręgu telszańskim, w rejonie możejskim, 12 km na północny zachód od Możejek przy granicy z Łotwą. Miasteczko liczy 235 mieszkańców (2001). 
Znajduje się tu kościół, biblioteka i filia szkoły w Możejkach.
Od 2008 roku miasteczko posiada własny herb, nadany dekretem prezydenta Republiki Litewskiej.